# Bingo (film, 1976)
Pour les articles homonymes, voir Bingo (homonymie).
Pour plus de détails, voir Fiche technique et Distribution.
Bingo (The Bingo Long Traveling All-Stars & Motor Kings) est un film américain réalisé par John Badham, sorti en 1976.

## Fiche technique
- Titre : Bingo
- Titre original : The Bingo Long Traveling All-Stars & Motor Kings
- Réalisation : John Badham
- Scénario : Hal Barwood et Matthew Robbins d'après le roman de William Brashler
- Photographie : Bill Butler
- Montage : David Rawlins
- Musique : William Goldstein
- Pays de production :  États-Unis
- Genre : comédie
- Date de sortie : 1976

## Distribution
- Billy Dee Williams : Bingo Long
- James Earl Jones : Leon Carter
- Richard Pryor : Charlie Snow
- Rico Dawson : Willie Lee Shively
- Sam 'Birmingham' Brison : Louis Keystone
- Jophery Brown (en) : Emory « Champ » Chambers
- Leon Wagner : Fat Sam Popper
- Tony Burton : Issac
- John McCurry : Walter Murchman
- Stan Shaw : Esquire Joe Callaway
- Ted Ross : Sallison « Sallie » Potter
- Mabel King : Bertha Dewitt
- Ken Foree : Honey
- Carl Gordon : Mack
- Ahna Capri : la prostituée
- Joel Fluellen : M. Holland
- Jester Hairston : Furry Taylor